# Малієва-Тагаєва Ганна
Ганна Малієва-Тагаєва (1894, Харків — 1976) — українська драматична акторка, співачка. З 1918 року працювала в трупі режисера  Сабініна Лева. З 1923-го — у державних театрах рідного міста (Червонозаводський, Музкомедії (з 1931), оперному). Емігрувала до Німеччини, відтак Канади. Ролі (партії): Оксана («Запорожець за Дунаєм»), Маруся («Чорноморці»), Кулина («За Німан іду»), Мімоза («Ґейша»), Цімра («Циганський барон»), Галька в однойменній опері, Надія («Аскольдова могила») та інші.